# Augustinus-Lexikon
Augustinus-Lexikon — трёхъязычная научная энциклопедия под редакцией Корнелиуса Петруса Майера, Роберта Додаро и других, предметом которой является жизнь и творчество святого Аврелия Августина. Это проект Академии наук и литературы в Майнце, и в течение ряда лет он публикуется Schwabe AG, издательством в Базеле, деятельность которого насчитывает более пяти столетий. Известно, что Папа Римский Бенедикт XVI был среди пользователей и поклонников этой работы.